# SFこども図書館
『SFこども図書館』（SFこどもとしょかん）は、岩崎書店から1976年から1977年にかけて刊行されたSF小説の叢書。
B6判。ハードカバー。全26巻。
収載された作品は同じ岩崎書店の「エスエフ世界の名作」と同一だが、一部の作品でタイトルが異なっている。

## 一覧
1. 宇宙少年ケムロ（Kemlo and the Crazy Planet、エリオット）白木茂訳
2. 27世紀の発明王（Ralph 124C 41+、ガーンズバック）福島正実訳
3. 深海の宇宙怪物（The Kraken Wakes、ジョン・ウインダム）斎藤伯好訳
4. 超人部隊（Gulf、ハインライン）矢野徹訳
5. 地底探検（Voyage au centre de la terre、べルヌ）久米元一訳
6. くるったロボット（I, Robot 、アシモフ）小尾芙佐訳
7. 月世界探検（The First Men in the Moon、ウエルズ）塩谷太郎訳
8. 火星の王女（A Princess of Mars、バローズ）亀山龍樹訳
9. 黒い宇宙船（The Black Galaxy、ラインスター）野田昌宏 訳
10. 逃げたロボット（The Runaway Robot、デル・レイ）中尾明訳
11. 異星人ノーチラス（Festung Sonnensystem、ドレツァール）松谷健二訳
12. 宇宙家族（The Planet Mappers、E・E・エバンズ）矢野徹訳
13. 恐竜の世界（The Lost World、コナン・ドイル）久米穣訳
14. 次元パトロール（The House of Many Worlds、マーウィン・ジュニア）中上守訳
15. 宇宙の超高速船（The Skylark of Space、E・E・スミス）亀山龍樹訳
16. 星からきた探偵（Needle、クレメント）内田庶訳
17. 時間けいさつ官（The Shadow Girl、レイ・カミングス）南山宏訳
18. 合成人間ビルケ（Голова профессора Доуэля、ベリャーエフ）馬上義太郎訳
19. 宇宙パイロット（Infra Drakona、グレーウィッチ）袋一平訳
20. 恐竜一億年（Danger: Dinosaurs、マーステン）福島正実訳
21. ついらくした月（The Hopkins Manuscript、シエリフ）白木茂訳
22. 海底パトロール（The Deep Range、クラーク）福島正実訳
23. 超人の島（Odd John、ステープルトン）矢野徹訳
24. 光る雪の恐怖（The Snow Fury、ホールデン）内田庶訳
25. 合成怪物（The Cybernetic Brains、R・ジョーンズ）半田倹一訳
26. キャプテン・フューチャー -コメット号時間作戦（The Lost World of Time、ハミルトン）福島正実訳